# Carlota Garrido de la Peña

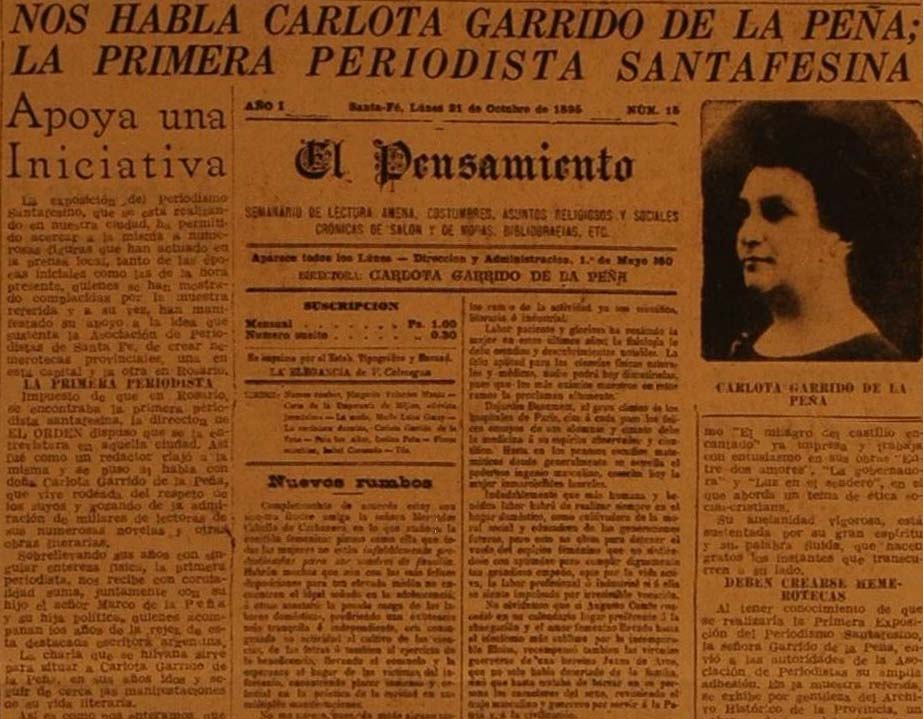
Edición n° 18 de la revista El Pensamiento, en el diario El Orden.

Carlota Garrido de la Peña (Mendoza, 2 de agosto de 1870-Coronda, 19 de julio de 1958) fue una periodista, escritora y maestra argentina, conocida por ser la primera periodista mujer santafesina.

## Biografía
Carlota, a pesar de haber nacido en Mendoza, se radicó muy tempranamente, en su adolescencia, en Coronda. En esta ciudad se casó con Ángel de la Peña, de quién enviudó a los 26 años, y tuvo cuatro hijos. Estudió para ser maestra y con esta profesión trabajó en la Escuela Normal de Maestros Rurales de la ciudad.
El 15 de junio de 1895 fundó la revista El Pensamiento, al que dirigió en su existencia, y era definido como el «Semanario de lectura amena, costumbres, asuntos religiosos y sociales, crónicas de salón y de modas, bibliografías, etc.», que funcionó hasta un año incierto de los años 1900. En esta revista, nombrada como «la primera publicación dirigida por una mujer en la provincia», colaboraron las peruanas Clorinda Matto de Turner, Carolina Freyre de Jaime, y Margarita Praxedes Muñoz; la chilena Fiora Donoso Gioz y la uruguaya Lola Larrosa de Ansaldo, además de las santafesinas Macedonia Amavet, Mercedes Pujato Crespo y Ángela Geneyro. En 1902, junto a Carolina Freyre, fundan La Revista Argentina (1902-1905).
Como periodista solía escribir artículos para algunos de los mayores diarios del país, como Los Principios de Córdoba, La Nueva Época de Santa Fe, El Cívico de Salta, La Acción y La Capital de Rosario y en otros medios como la Revista del Consejo Nacional de Mujeres, Revista de Derecho, Historia y Letras de Buenos Aires, entre otros. Todos estos artículos los recopilaría en su libro Hojas dispersas (1920).
Publicó su primer libro en 1913, Corazón Argentino. Diario de un niño, una novela hecha a imitación del célebre Corazón, diario de un niño de De Amicis, que fue usado largamente en el sistema escolar, y tuvo más de seis ediciones. En 1917 abandona definitivamente la docencia para dedicarse a la escritura.
También trabajo para Semana Gráfica, una revista semanal que se publicó entre 1922 y 1924 y dónde escribió junto a personalidades como Gabriela Mistral o Alfonsina Storni, en la sección “Temas de la sociedad (Entre nosotras)”, posteriormente denominada “Temas femeninos (entre nosotras)”, una sección claramente femenina.
Su novela Entre dos amores fue premiada en España y Luz en el sendero le valió una mención honorífica del papa Pío XII.
Falleció el 19 de julio de 1958 en su ciudad adoptiva, Coronda. El diario El Litoral publicó en esa fecha:

Se apaga con ella una noble existencia, una maestra de vocación y una escritora de fina sensibilidad, que supo captar, en su tiempo, todo lo bello y humano para volcarlo en sus obras.
Diario El Litoral, 19 de julio de 1958

## Ideales
Carlota tenía una acentuada tendencia religiosa católica, combinando una actitud reaccionaria hacia las nuevas actitudes femeninas y de ideología fuertemente conservadora, con su intención de reforzar valores como el pudor, la sencillez, la pureza, la fe religiosa y el patriotismo. Para ella, el concepto de mujer es el mismo que el de madre. Contraria al movimiento sufragista, al pensar que las mujeres argentinas no estaban preparadas para esa responsabilidad, pero que, como educadoras, cumplen una función primordial como pilares de la familia, organización básica de la sociedad. El mismo rechazo social se identifica con respecto a la moda trasgresora, como el corte de cabello por debajo de la oreja, como expresión de la decadencia moral.

## Legado
Es el diario El Orden quien la nómina «primera periodista santafesina» en 1951. En el marco de un estudio para que se creara hemerotecas que resguardaran el patrimonio periodístico de la ciudad de Santa Fe, un cronista del diario fue a entrevistar a Carlota, instalada en Rosario y con 81 años, para conseguir su apoyo. Luego de esta entrevista es cuando los empleados del diario se enteran de la revista El Pensamiento, siendo así la primera publicación dirigida por una mujer en la provincia, con lo cual se haría de público reconocimiento.
La Escuela Estatal N° 844 de Coronda fue nombrada «Carlota Garrido de la Peña» en su honor.